# 假父半尾花介
假父半尾花介（学名：Semicytherura chiafui）为尾花介科半尾花介屬下的一个种。